# АКРА
Аналити́ческое креди́тное ре́йтинговое аге́нтство (АКРА) (Акционерное общество «Аналитическое Кредитное Рейтинговое Агентство») — российское рейтинговое агентство. Аккредитовано при ЦБ РФ.

## Собственники и руководство
АКРА учреждено 20 ноября 2015 года. Акционерами являются 27 российских компаний и финансовых институтов с равными долями 3,7037 % уставного капитала (по 111 112 тыс. рублей). Общий объем уставного капитала составляет 3 млрд рублей.
В состав акционеров входят: АФК «Система», «Альфа-Банк», Банк ВТБ, Банк «Санкт-Петербург», Газпромбанк, группа компаний «Ренова», группа «ОНЭКСИМ»,  «Коммерсантъ», «Лидер», «Московская биржа», «Московский Кредитный Банк», НПФ «Благосостояние»,  «Банк „Траст“», «Промсвязьбанк», «Морской банк», «Райффайзенбанк», Росбанк, «Росгосстрах», «Россельхозбанк», «ФГ Будущее», «ПАО Банк "ФК Открытие"»,«Сбербанк», «Северсталь», «Совкомбанк», «ТМК», «ФСК ЕЭС» и ЮниКредит Банк.
Генеральным директором с апреля 2020 года являлся Михаил Сухов. В состав совета директоров в 2020 году входили: Карл Йоханссон (председатель совета директоров, США), Ануар Хассун (Люксембург), Клаус Мангольд (Германия), Владимир Гусаков (Россия), Александр Волошин (Россия).
После вторжения России в Украину АКРА перестала публиковать состав своего совета директоров. Генеральным директором агентства в августе 2023 года стал Владимир Гусаков, работавший ранее на Московской бирже.

## История
АКРА было создано в Москве 20 ноября 2015 года по решению Банка России . Одним из стимулов к его созданию стало резкое снижение международными рейтинговыми агентствами суверенных рейтингов России и, автоматически, рейтингов практически всех системных финансовых институтов РФ . В августе 2016 года агентство было аккредитовано при Центральном банке РФ  . В сентябре 2016 года на Московской бирже состоялась презентация методологии присвоения рейтингов нефинансовым компаниям и корпоративным облигациям.
Первый кредитный рейтинг был опубликован 1 ноября 2016 года. За пять месяцев работы агентство присвоило девять рейтингов, к началу июля 2017 года -  40.
28 февраля 2018 года АКРА объявило о создании стопроцентной дочерней компании «АКРА РМ» для предоставления услуг по рейтинговому моделированию, стресс-тестированию и валидации рейтинговых моделей
.

## Международная деятельность
17 мая 2017 года АКРА объявило о приобретении словацкого рейтингового агентства European Rating Agency (ERA).
Осенью 2017 года объявили о создании партнёрства с китайским агентством Golden Credit Rating International, которое входит в пятерку крупнейших на рынке КНР. Сотрудничество предполагает обмен базами данных, а также проведение совместных исследований. Основной акционер —  государственная управляющая компания China Orient Asset Management, учрежденная Минфином КНР.
В феврале 2019 года АКРА также заключило соглашение о сотрудничестве со вторым по величине рейтинговым агентством Индии – CARE Ratings Ltd. АКРА представляло Россию на переговорах по созданию единого рейтингового агентства в рамках БРИКС
.
В мае 2021 года финансовый регулятор Евросоюза отозвал регистрацию у ACRA Europe (ACRAE).
24 апреля 2019 года АКРА объявило об открытии филиала в Казахстане на площадке Международного финансового центра «Астана» (МФЦА) — финансового хаба для Центральной Азии, Кавказа, Ближнего Востока, Западного Китая, Монголии и Европы. АКРА стало первым кредитным рейтинговым агентством, получившим лицензию Комитета МФЦА по регулированию финансовых услуг (АФСА). Офис АКРА в МФЦА с 2019 возглавляет Аскар Елемесов.
В конце июня 2025 года Национальное агентство перспективных проектов Узбекистана (НАПП) внесло рейтинги АКРА в «Положение о платежеспособности страховщиков и перестраховщиков». С этого момента страховщики Узбекистана могут перестраховывать риски в иностранных страховых организациях с международным рейтингом от АКРА не ниже ВВ+. Основными получателями таких рейтинговых оценок являются российские страховые и перестраховочные компании.

## Кредитные рейтинги
Кредитные рейтинги присваиваются: 
- субъектам Российской Федерации,

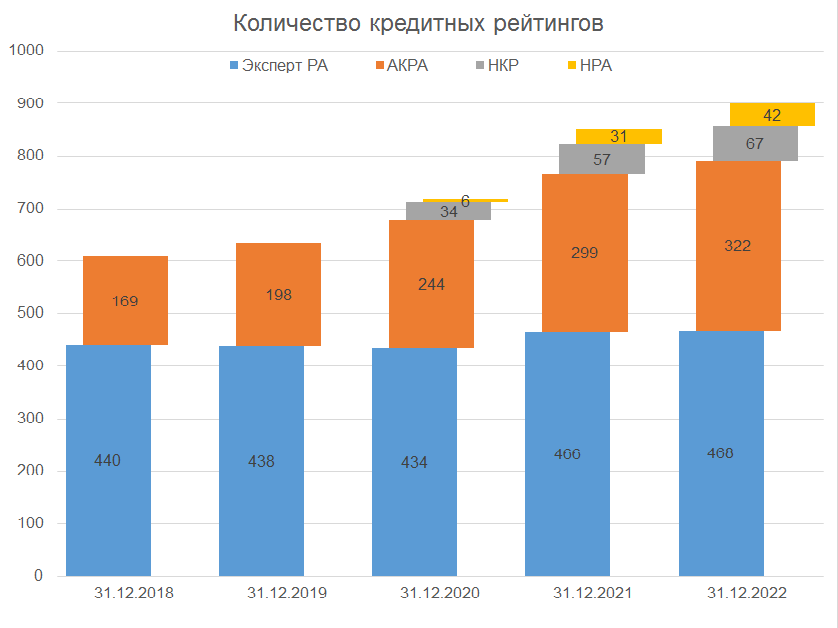
Количество кредитных рейтингов у российских рейтинговых агентств, по годам (данные Банка России)

- эмитентам ценных бумаг из корпоративного и финансового секторов экономики,
- выпускам облигаций в рамках структурированного финансирования[30].

Национальная шкала АКРА содержит 19 преддефолтных категорий  с буквенным обозначением от ААА до D.
Кредитные рейтинги АКРА используются в нормативных актах Банка России и Министерства финансов Российской Федерации.
С 14 июля 2017 года по 12 сентября 2019 года согласно законодательству ЦБ РФ использовались рейтинги только только двух аккредитованных агентств — АКРА и «Эксперт РА».
В  сентябре 2019 года число аккредитованных рейтинговых агентств удвоилось, Банк России включил в реестр Национальное рейтинговое агентство (НРА) и агентство «Национальные кредитные рейтинги» (НКР).
В марте 2023 года Банк России опубликовал обзор рынка рейтинговых услуг в России. Согласно этому обзору, в 2022 году подавляющее большинство рейтингуемых лиц выбирали или «Эксперт РА» (52 % общего количества), или АКРА (36 %). При этом АКРА показало гораздо более высокую динамику - за 5 лет число присвоенных рейтингов выросло почти в два раза со 169 в 2018 году до 322 в 2022.

## ESG-рейтинги и рэнкинги
В начале 2021 года АКРА начало присваивать компаниям собственные ESG-оценки (ESG-рейтинги).
В апреле 2022 года АКРА заявило о проекте построения ESG-рэнкинга российских компаний по итогам года. Это было связано с уходом из России международных рейтинговых агентств - их крупные российские клиенты оказались без ESG-рейтингов и без независимой ESG-экспертизы.
В конце ноября 2022 года агентство внесло изменения в собственную методологию ESG-оценки. Линейка рейтингов была расширена, они были поделены на несколько классов: нефинансовый сектор, банки, страховые компании, регионы и муниципалитеты, лизинговые компании.
На начало апреля 2025 года было присвоено около 30 ESG-рейтингов (включая отозванные), в том числе 20 оценок были присвоены нефинансовым компаниям, две - кредитным организациям, одна - лизинговой компании, одна - регионам и муниципалитетам и ещё 4 - в разделе «устойчивое развитие».

## Критика
Глава ВТБ Андрей Костин сообщал о претензиях к методологии АКРА, банк заявлял о планах выйти из числа учредителей.
В 2018 годе замглавы Федеральной антимонопольной службы (ФАС) Андрей Кашеваров на Международном финансовом конгрессе заявил, что рейтинговое агентство «Эксперт РА» пожаловалось в ФАС на преференции для АКРА. Претензия состоит в том, что в регуляторных целях требования к рейтингам АКРА ниже, чем к рейтингам «Эксперт РА».